# Xigong
Xigong (en chino, 西工; pinyin, Xīgōng; Wade-Giles, hsi kung) es un distrito urbano bajo la administración directa de la Prefectura  Luoyang  en la Provincia de Henan, República Popular China.  Su área es de 47 km² y su población total para 2010 superó los 370 mil  habitantes. 

## Administración
Desde octubre de 2019, el  Distrito Xigong   se divide en 9 pueblos  administrados en subdistritos.

## Toponimia
El topónimo Xigong [/xi-kong/] se compone de los sinogramas Xi (occidente) y Gong (trabajo). A su vez, Gong  es un recorte de Gong-di (lugar de trabajo o taller). 
En 1914, al occidente <Xi> de Luoyang se abrió un campo de entrenamiento militar. En tal campamento, se estableció un pequeño barrio comercial que servía a las necesidades del complejo militar. Con el tiempo, esta zona se fue poblando y desarrollando, sentando las bases de lo que hoy es el distrito Xigong.
Dado que este proyecto se ubicaba al oeste de Luoyang, se le denominó "Talleres del Occidente" (西工地 Xigongdi), que luego se simplificó como "Xigong" (西工), de ahí su nombre.